# Onthophagus tiamicus
Onthophagus tiamicus é uma espécie de inseto do género Onthophagus, família Scarabaeidae, ordem Coleoptera.
Foi descrita cientificamente por Kabakov em 1994.